# Marko Prezelj
Marko Prezelj, slovenski inženir kemijskega inženirstva, alpinist, gorski vodnik in fotograf, * 13. oktober 1965, Kamnik.
Prezelj je kot edini alpinist štirikrat prejel nagrado Zlati cepin (1991, 2007, 2015 in 2016). Nagrado leta 1992 je prejel za prvenstveno smer v severni steni gore Kangčendzenga (8476) z  Andrejem Štremfljem v alpskem slogu, leta 2007 za prvenstveni vzpon na severozahodni greben gore Čomolhari z Borisom Lorenčičem, leta 2015 za prvenstveni vzpon v severni steni Hagšuja z Luko Lindičem in Alešem Česnom ter leta 2016 za prvenstveni vzpon po vzhodni steni Cerro Kishtwarja z Urbanom Novakom, Haydnom Kennedyjem in Manujem Pellissierjem.

## Odlikovanja in priznanja
- bronasta medalja Slovenske vojske (19. oktober 1998)
- zlati znak usposobljenosti SV - vojaški gorski vodnik (1. junij 2001)
- srebrni znak usposobljenosti SV - vojaški alpinist (1. junij 2001)
- bronasti znak usposobljenosti SV - vojaški gornik (1. junij 2001)
- zlati znak usposobljenosti SV - vojaški reševalec (1. junij 2001)